# Karl Hotz
Karl Hotz (* 29. April 1877 in Wertheim; † 20. Oktober 1941 in Nantes) war ein deutscher Ingenieur und Offizier der Wehrmacht. Als Chef der Feldkommandantur 518 der deutschen Militärverwaltung im besetzten Frankreich wurde Hotz am 20. Oktober 1941 durch eine kommunistische Widerstandsgruppe der Résistance in Nantes ermordet. Die Tat hatte schwere Folgen: Zwei Tage später wurden auf Betreiben der deutschen Militärverwaltung 48 Geiseln bei Châteaubriant (25), Dept. Loire-Atlantique, bei Nantes (13) und im Fort Mont Valérien bei Paris hingerichtet. Folgetaten führten zur Erschießung von weiteren 95 Geiseln. In drei nachfolgenden Prozessen wurden 47 Personen zum Tode verurteilt sowie 14 Angehörige (soweit bekannt) als Geiseln erschossen oder deportiert und in Konzentrationslagern getötet.

## Leben

### Vor dem Krieg

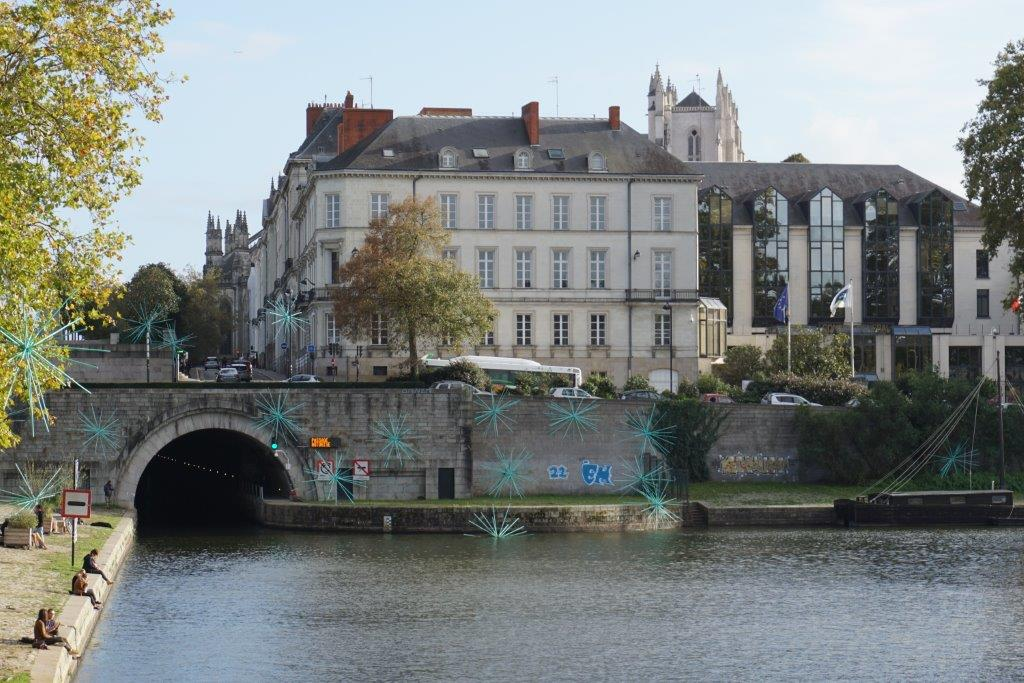
Nordeinfahrt des Tunnels Saint-Félix

Karl Hotz war promovierter Diplomingenieur und hatte im Ersten Weltkrieg als Reserveoffizier gedient. 1929 kam er als Leitender Angestellter der Baufirma Carl Brandt, Düsseldorf, nach Nantes, um im Rahmen des Dawes-Planes (deutsche Kriegsreparationen) Bauplanungen an Loire und Erdre durchzuführen. Er war verantwortlich für die Verfüllung der Erdre im Stadtgebiet von Nantes auf einen Kilometer (heute „Cours de 50-Otages“) und den Bau des „Tunnels Saint-Félix“, der die obertägige Wasserführung ersetzte. 1933 kehrte er nach Deutschland zurück. Während seiner Zeit in Nantes hatte er Kontakte zur oberen Gesellschaft der Stadt geknüpft.

### Feldkommandant in Nantes
Unmittelbar nach dem Ende der Kampfhandlungen des Westfeldzuges belegten die deutschen Besatzungskräfte französische Verwaltungseinheiten mit militärischen Feldkommandanten, in der Regel älteren Reserveoffizieren. In diesem Rahmen kam Karl Hotz im Range eines Oberstleutnants als Feldkommandant nach Nantes. Nach Weisung des Präfekten des Departements Loire-Atlantique (Nantes) agierte Edmond Duméril, Deutschlehrer am Lycée Clemenceau, als Verbindungsmann zur Feldkommandantur. Duméril, der ebenso wie Hotz an der Universität Tübingen studiert hatte, beschrieb Hotz in seinem Tagebuch als „gerechten, intelligenten Mann, in keiner Weise ein Hitlerianer und ein Freund der Franzosen“. Er habe (bei der ersten Begegnung) „keinerlei Arroganz gezeigt, keine Freude über den Sieg [über Frankreich], ein kultivierter und bescheidener Mann, der an einem inneren Schmerz zu leiden schien“.
Für das Handeln des Feldkommandanten Hotz wird eine Episode als charakteristisch gesehen: In der Nacht vom 30. auf den 31. August 1940 war von Unbekannten ein Kriegerdenkmal, das an den Deutsch-Französischen Krieg erinnerte, nahezu umgestürzt worden. Hotz ordnete daraufhin an, das geneigte Denkmal aus Sicherheitsgründen abzuräumen. Der Bürgermeister von Nantes, Auguste Pageot (1884–1962), Mitglied der sozialistischen Section française de l’Internationale ouvrière (SFIO) hatte daraufhin in einer politischen Geste einen Trauermarsch zur Statue unternommen. Hierfür wurde er von Hotz verhaftet, aber nicht vor ein Kriegsgericht gestellt, sondern in den freien Teil Frankreichs exiliert. Diese Entscheidung wurde von der Präfektur in Nantes ausdrücklich begrüßt.
Als Feldkommandant war Hotz in seinem Kommandobereich Gerichtsherr. Am 22. Januar 1941 verurteilte der ihm unterstellte Feldrichter einen französischen Zivilisten, der einen deutschen Soldaten gewalttätig angegriffen hatte, nicht wie die Anklage gefordert hatte, gemäß Weisung vom 20. Mai 1940 zum Tode, sondern zu einer Freiheitsstrafe von 18 Monaten. Das im Vergleichsrahmen ungewöhnlich milde Urteil kam zustande, weil der Richter die Tat als Körperverletzung nach Reichsstrafgesetzbuch gewertet hatte.

## Attentat

### Vorgeschichte
Das Gebiet des Militärbefehlshabers in Frankreich General Otto von Stülpnagel war vom Waffenstillstand (22. Juni 1940) bis zum Beginn des Deutsch-Sowjetischen Krieges (22. Juni 1941) ohne interne Angriffe geblieben. Die Sowjetunion befand sich in diesem Stadium des Zweiten Weltkrieges mit dem Deutschen Reich in einem Nichtangriffspakt. In der Folge hatte die Moskauer Kominternzentrale die Parti communiste français (PCF) angewiesen, keine Aktionen gegen die deutsche Besatzungsmacht zu unternehmen. Mit Telegramm vom 26. April 1941 der Komintern an die PCF änderte sich diese Linie: Es sollte nun eine Nationale Front gebildet werden, die von Mai 1941 an nur als Aufforderung zu Aktionen bestand und deren Organisation erst zum Herbst 1942 zustande kam. Am 13. August versammelten sich daraufhin Mitglieder der von der PCF gebildeten Bataillons de la Jeunesse vor der Metrostation Strasbourg-St. Denis zu einer Kundgebung, bei der Samuel Tyszelman (1921–1941) und Henri Gautherot (1920–1941) festgenommen und am 19. August hingerichtet wurden.
Zwei Tage später, am 21. August 1941, folgte als Rache das erste Attentat gegen einen Vertreter der deutschen Besatzungsmacht mit tödlichem Ausgang. Der Marineverwaltungsassistent Alfons Moser wurde in der Pariser Metrostation Barbès-Rochechouart durch das PCF-Mitglied Pierre Georges (Frédo, später Colonel Fabien) (1919–1944) erschossen; Georges war u. a. von Gilbert Brustlein (1919–2009) begleitet. Am selben Tag hatten Unbekannte in der Metrostation Bastille einen Schuss auf den Unteroffizier Schötz abgefeuert, ohne diesen zu treffen. Für das Attentat auf Alfons Moser wurden sechs gefangene Franzosen auf Druck der deutschen Besatzungsmacht von einem am 14. August 1941 neu konstituierten französischen Sondergericht zum Tode verurteilt und hingerichtet. Am Tag nach den beiden Attentaten erklärte der Militärbefehlshaber Frankreich alle in deutscher Hand befindlichen französischen Gefangenen zu Geiseln „mit der Androhung, dass von ihnen bei erneuten Anlässen eine der Schwere der Tat entsprechende Anzahl erschossen werden würden“.
Am 3. September 1941 wurde der Unteroffizier der Kommandantur-Transportabteilung (Paris) Ernst Hoffmann durch Unbekannte erschossen. Hoffmann war begleitet von seiner Braut, die eine Besuchserlaubnis erhalten hatte. Die Tat geschah gegen 22 Uhr vor Hoffmanns Unterkunft, dem Hotel „Terminus“ in der Rue Strasbourg. Zwei Tage später übergab der Kommandant von Groß-Paris, Ernst Schaumburg dem Militärbefehlshaber mit Hinweis auf den Geiselerlass eine Liste mit 10 Geiseln, von denen die ersten drei dieser Liste am 6. September auf dem Mont Valérien hingerichtet wurden. Am 6., 10. und 11. September erfolgten weitere Attentate, die bei den Opfern zu Verwundungen führten. Als Vergeltung ordnete der Militärbefehlshaber die Erschießung von 10 kommunistischen Geiseln an. Die Hinrichtungen wurden am 16. September auf dem Mont Valérien vollzogen.
Am 15. September endete ein Attentat auf den Hauptmann Wilhelm Scheben (Transportkommandatur Paris-Nord) tödlich. Scheben hatte ebenfalls das Hotel „Terminus“ bewohnt und war auf dem wenig entfernten Boulevard de Strasbourg aus einem Auto heraus angeschossen worden. Er verstarb am 17. September. Der Militärbefehlshaber ordnete am selben Tag die Erschießung von 12 kommunistischen Geiseln an, was am 20. September auf dem Mont Valérien vollzogen wurde.

### Durchführung am 20. Oktober 1941

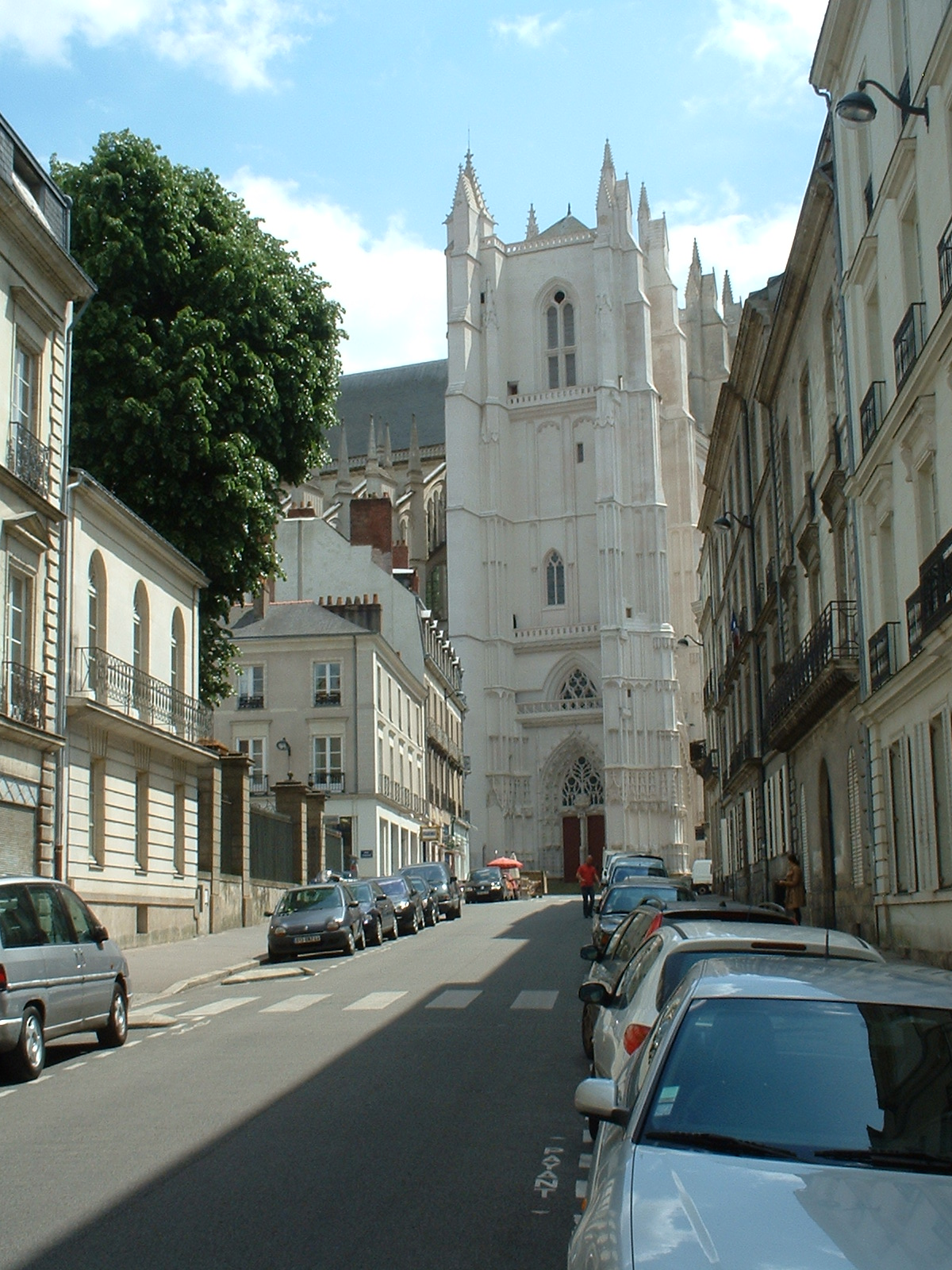
Rue du Roi Albert, Blick auf die Kathedrale Saint Pierre et Saint Paul; das Attentat geschah vor dem letzten Haus vor der Kathedrale auf der rechten Straßenseite

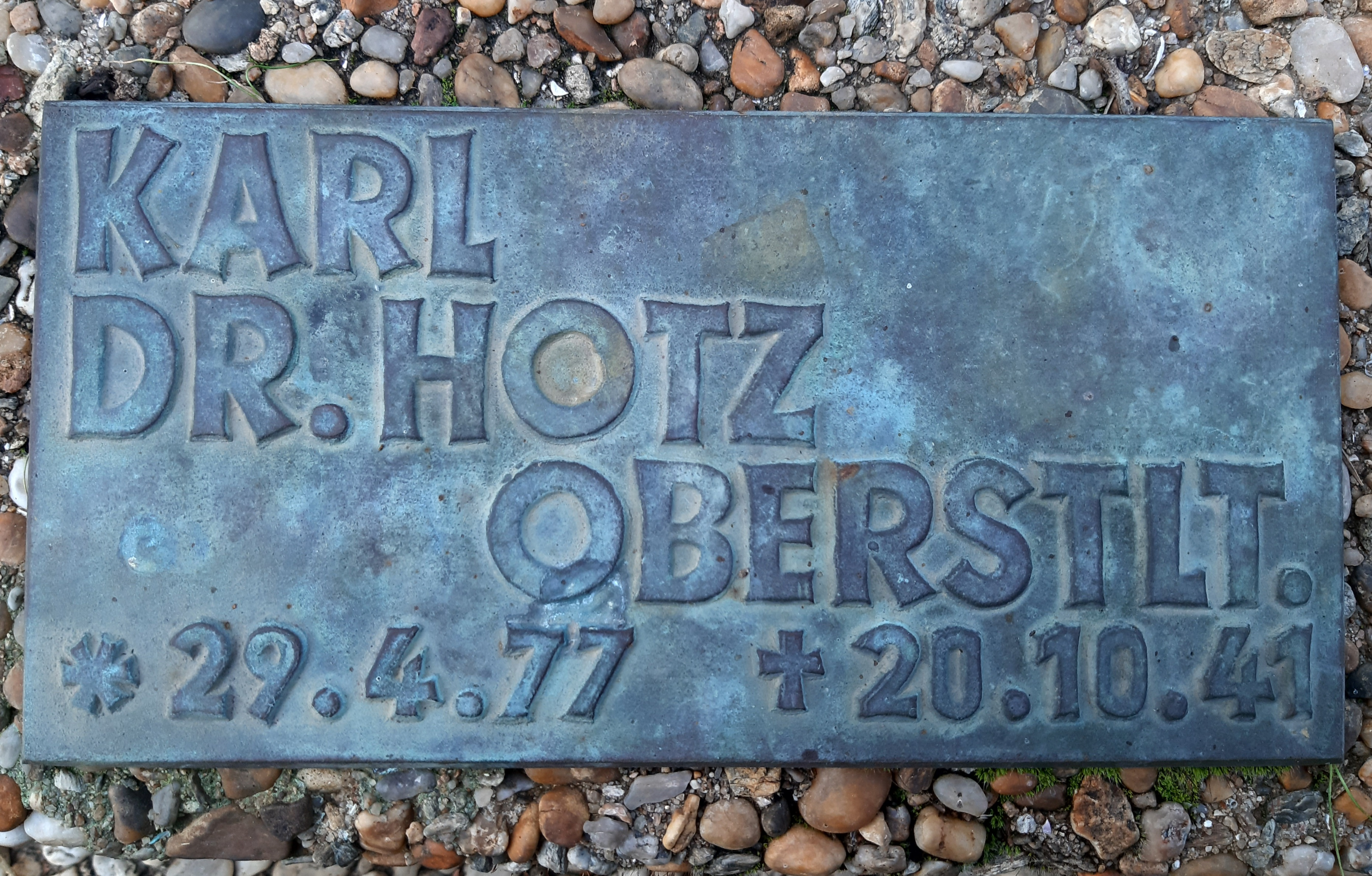
Deutscher Soldatenfriedhof Pornichet

Die deutsche Besatzungsmacht hatte die Sicherheitslage in Frankreich noch im August und September als unbedroht eingeschätzt. Die Attentate „berühren bisher im grossen die innere Sicherheit nicht“, urteilte der Lagebericht des Militärbefehlshabers für die Monate August–September. Dies sollte sich mit dem Attentat auf Karl Hotz ändern. Es war der erste Angriff kommunistischer Widerständler auf ein hochrangiges Mitglied der deutschen Besatzungskräfte in Frankreich, gefolgt von einem weiteren Attentat am folgenden Tag in Bordeaux, dem der Kriegsverwaltungsrat Hans Gottfried Reimers zum Opfer fiel. Ernst Jünger, von Juni 1941 bis August 1944 in der Abteilung Ic (Feindaufklärung, Informationsanalyse, Abwehr) des Kommandostabes des Militärbefehlshabers in Frankreich tätig, hat in seiner Denkschrift über die Geiselerschießungen in Frankreich 1941/42 über die Attentate und ihre Folgen detailliert berichtet.
Oberstleutnant Hotz hatte am frühen Morgen des 20. Oktober gemeinsam mit seinem Adjutanten Dr. Wilhelm Sieger beider Wohnquartier, das Hotel „Central“ verlassen mit dem Ziel der Ortskommandantur an der Place St. Pierre. Kurz davor bei 1 Rue du Roi Albert fielen zwei Schüsse. Hotz stürzte mit dem Ruf „O, ihr Schufte“. Sieger versuchte, die über die vor der Kathedrale gelegene Place St. Pierre flüchtenden Attentäter zu verfolgen, war aber unbewaffnet. Die zwei erkannten Täter konnten „davonspringen“. Ein herbeigeeilter französischer Arzt stellte einen rasch eingetretenen Tod fest.
Karl Hotz wurde am 24. Oktober auf dem Friedhof Pont du Sens bestattet. An der Beerdigung, von der eine Filmsequenz vorhanden ist, nahmen u. a. teil Generalleutnant Karl-Ulrich Neumann-Neurodde (1876–1958), Chef des Militärverwaltungsbezirk B (Südwestteil des besetzten Frankreich), die benachbarten Feldkommandanten sowie der Regionspräfekt Jean Roussillon (1896–1970)(Angers: Loire-Inférieure, Maine-et-Loire, Mayenne, Sarthe und Teil von Indre-et-Loire), der Präfekt des Departements Loire-Inferieure Philippe Dupard und der Bürgermeister von Nantes. 1955 wurde das Grab auf den Kriegsgräberfriedhof Pornichet umgebettet. Grab 655 befindet sich in Block 2 Reihe 21.

### Deutsche Reaktionen
Gegen 8 Uhr informierte der Oberleutnant Kalbhenn seinen Vorgesetzten in Angers, Hauptmann Dr. Schrader,  Ic im Stab der Militärregion B, über das Attentat. Dieser leitete die Information an den Major i. G. Hans Crome im Stab des Militärsbefehlshabers in Paris weiter. Schrader und je ein Vertreter der Geheimen Feldpolizei und des Sicherheitsdienstes (SD) fuhren von Angers nach Nantes und arretierten kurzfristig den Präfekten (Loire-Atlantique), dessen leitende Beamte sowie Würdenträger der Stadt wegen deutschfeindlicher Aktivitäten.
Der Militärbefehlshaber Otto von Stülpnagel meldete umgehend um 11.50 Uhr aus seinem Pariser Hauptquartier, dass er beabsichtige, 100 Geiseln erschießen zu lassen, weitere Gefangene als Geiseln nehmen und eine Million Goldfranken als Prämie zu Lasten der französischen Regierung ausloben werde. Um 13.30 teilte der Oberquartiermeister des Heeres, Eduard Wagner (1895–1944) mit, dass der Oberbefehlshaber des Heeres, Generaloberst Walther von Brauchitsch (1881–1948) diesen Maßnahmen in Abstimmung mit Adolf Hitler zugestimmt habe.

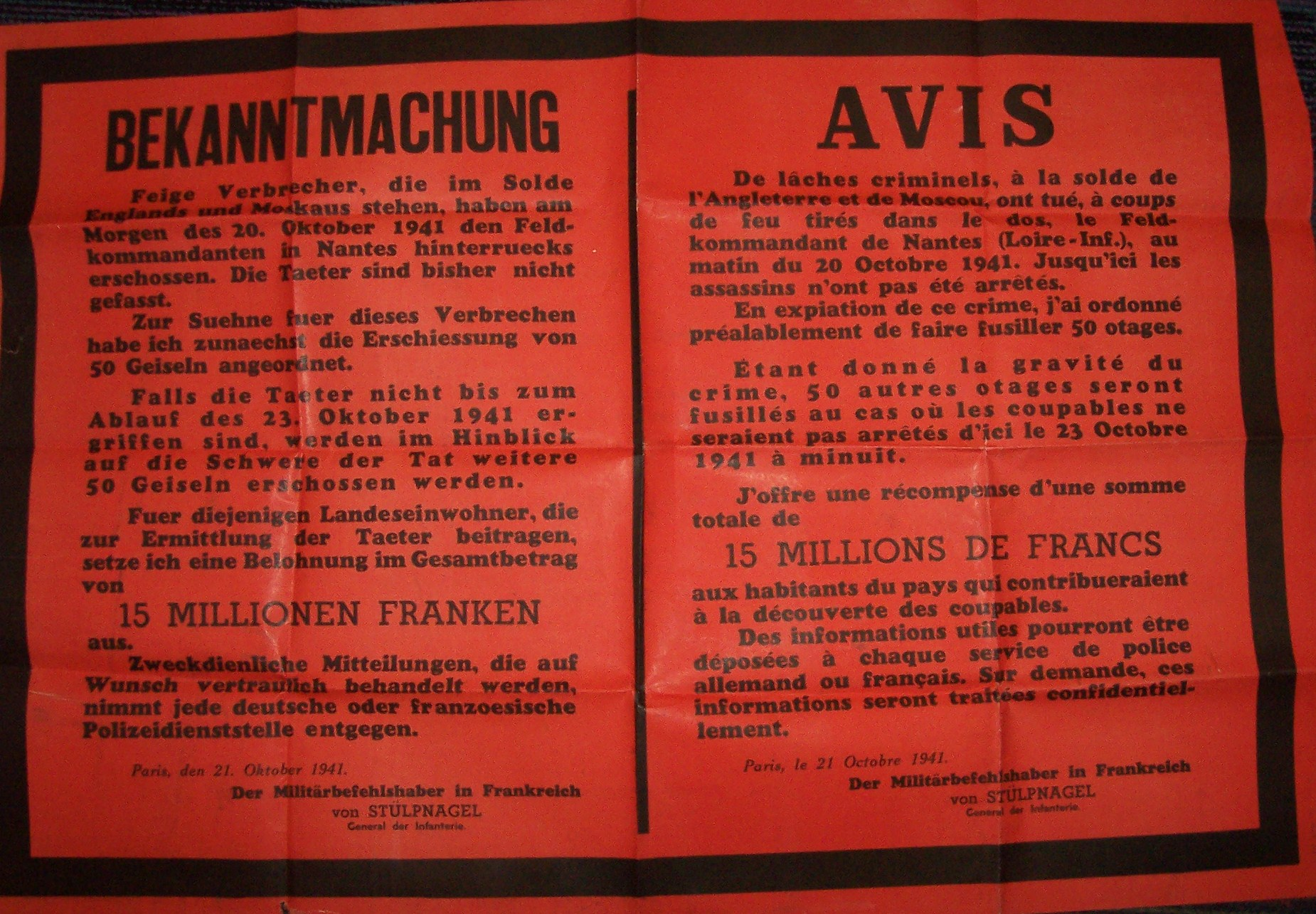

Mit Rücksicht auf eine mögliche Wirkung der ausgelobten Prämie folgte eine Rückfrage an das Rastenburger Führerhauptquartier, die General Wagner um 14.05 telefonisch beantwortete. Es seien 50 Geiseln sofort zu erschießen; die weiteren Hinrichtungen seien zunächst für zwei Tage auszusetzen. Daraufhin wurden aus verschiedenen Listen die 50 Geiseln zusammengestellt, in der Mehrzahl Kommunisten, aber auch wegen Waffenbesitz oder Gewalttaten gegen deutsches Militärpersonal Verurteilte sowie drei Vorstandsmitglieder des nationalen Frontkämpferverbandes aus Nantes, die sich gerade in Haft befunden hatten. Da sich im Nachhinein herausstellte, dass zwei der Geiseln am Attentatstag noch frei gewesen waren, wurden diese von der Liste genommen, sodass schließlich 48 Geiseln verurteilt wurden.

### Täter und Folgen

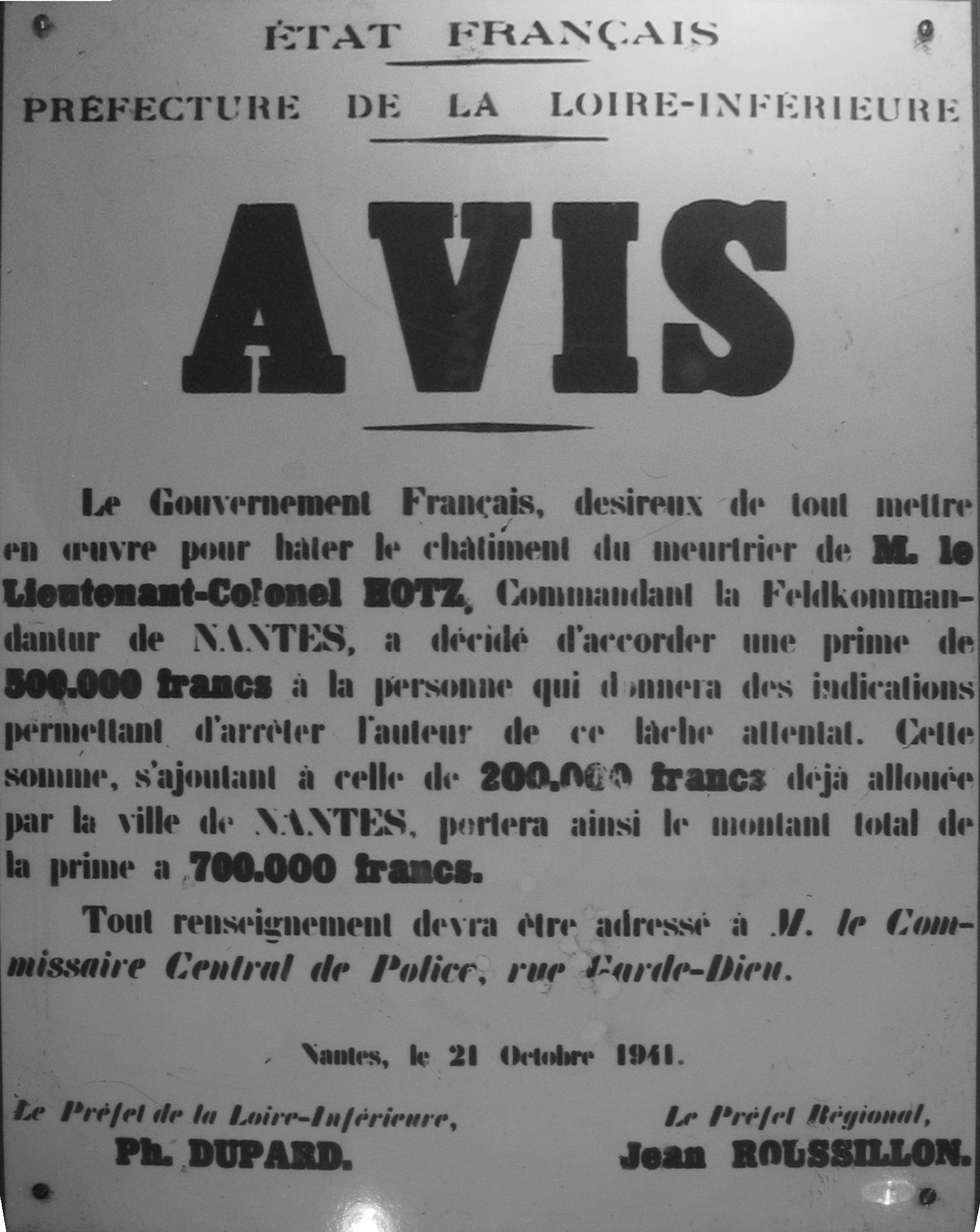
Die Präfektur des Départements Loire-Inférierue setzte am 21. Oktober eine Prämie von 700.000 Franc zur Ergreifung der Täter aus

Am 13. Oktober 1941 formierte Pierre George das Attentatkommando als Dreiköpfige Zelle am Bahnhof Montparnasse in Paris. Anführer der Gruppe wurde René Spartaco Guisco (1919–1942), ein dreißig Jahre alter Veteran der Internationalen Brigaden im Spanischen Bürgerkrieg. Die beiden weiteren Mitglieder waren der sehr junge Marcel Boudourias (1924–1942) und Gilbert Brustlein (1919–2009), der am Attentat auf Hans Moser teilgenommen hatte. Brustlein war ein Protegé von Odile Arrighi (1923-?), der gerade achtzehnjährigen Anführerin der Jeunesse Communiste im noblen Pariser 7. Arrondissement; er führte, Pierre Georges unterstehend, die Bataillons de la Jeunesse des 11. Arrondissements. Wegen des bestehenden Verfolgungsdruckes in der Folge des Moser-Attentats sollten die Aktivitäten auf westlich gelegene Städte verlagert werden. Daher war von Georges ein Treffen zum 18. Oktober in Nantes geplant, wo die drei bei Jean Vignau-Balous (1911–1945), dem Leiter der Bataillons de la Jeunesse im Departement Loire-Inférieure unterkamen. Georges-Fabien kam am 18. Oktober nach Nantes und gab der Gruppe drei Aufträge: Sie sollten eine Eisenbahnlinie sabotieren, einen möglichst hohen deutschen Offizier töten und eine im Vormonat gestohlene Sprengstoffladung nach Paris bringen.
Am frühen Morgen des 20. Oktober brachten sie im Stadtgebiet eine Ladung Sprengstoff an der Eisenbahnlinie Nantes -Saint-Nazaire-Vannes an. Während Bourdourias vor Ort blieb und die Explosion um 5.50 Uhr beobachtete, gingen die beiden Anderen in das Stadtzentrum und trafen dort gegen 7.30 Uhr auf den gesuchten höheren deutschen Offizier, dessen Name und Funktion sie zu diesem Zeitpunkt noch nicht kannten. Brustlein traf den Feldkommandanten Karl Hotz mit zwei Schüssen aus seiner 6,35 mm Pistole von hinten im Rücken, während Guiscos Waffe versagte, was Hauptmann Sieger das Leben rettete.
Brustlein und Guisco blieben noch bis zum Nachmittag in der Stadt und trennten sich dann. Brustlein erreichte am 21. Oktober zu Fuß das 45 km entfernte Nozay Atlantique, bestieg dort den Bus nach Rennes und erreichte via Eisenbahn Paris am Abend des 21. Oktober. Bourdourias und Brustlein hatten aber die Unvorsichtigkeit begangen, an allen fünf Tagen ihrer Anwesenheit in Nantes im selben Restaurant zu essen. Am 2. November informierte die Besitzerin des Restaurants, die Zusammenhänge ahnte, die Polizei. Auf einem Photo, aufgenommen während der Demonstration vom August in Paris, erkannte sie Brustlein. Hauptmann Siebert, der die Gesichter Guiscos und Brustleins gesehen hatte, bestätigte die Identifizierung, und so war Brustlein auch namentlich und als Schütze des Attentats bekannt.
Am 30. Oktober 1941 gelang der französischen Polizei die Verhaftung von vier Mitgliedern von Brustleins Pariser Gruppe, bis zum 6. Januar folgten noch drei weitere Verhaftungen. Die Polizei hatte zunächst Roger Hanlet am 30. Oktober 1941 festgenommen, der wegen Waffenbesitzes denunziert worden war. Hanlet hatte offenbar die Nerven verloren und auf der Fahrt zum Verhör im Quai des Orfèvres umfangreich ausgesagt. Er nannte u. a. die beiden Adressen Brustleins, nämlich des Wohnorts der Mutter, Susanne Momon, rue de Montreuil und des von Brustlein gemeinsam mit Ferdinand Zalnikow gemieteten Zimmers, 126, avenue Philippe-Auguste. Beide Orte standen nun unter Polizeiüberwachung; Zalnikow konnte so beim Betreten des Zimmers verhaftet werden. Brustlein, gewarnt, entkam, während Roger Hanlet (1922–1942), Asher Semahya (1915–1942), Robert Peltier (1921–1942), Christian Rizo (1922–1942), Tony Bloncourt (1921–1942), Pierre Milan (1924–1942) und Fernand Zalkinow (1923–1942) nach einem Prozess im Palais Bourbon (2.–6. März 1942) zum Tode verurteilt und am 9. März 1942 auf Fort Mont Valérien hingerichtet wurden. Zalkinows Eltern Nojme Zalkinow und Haina Kantof (Anna Zalnikow) wurden im Februar 1942 im Santé-Gefängnis festgesetzt. Als „Eltern von Terroristen“ galten sie nach dem Oberg-Erlass vom 10. Juli 1942 als Geiseln. Nojme bzw. Noèl Zalnikow wurde am 11. August 1942 auf dem Mont Valérien gemeinsam mit dem Vater von Pierre Georges (colonel Fabien), Felix Georges (1887–1942), erschossen, die Mutter nach Auschwitz, die Schwestern Rachel und Juliette sowie Juliettes Ehemann Raymond Moyen in das Vernichtungslager Sobibor deportiert. Der von Boris Dänzer-Kantof wiedergegebene Bericht des die Hinrichtungen begleitenden Priesters bezeugt die erschütternde Wirklichkeit eines Todes auf dem Mont Valérien.
Es ist unbekannt geblieben, wie die beiden anderen Attentäter Paris erreichten. Bourdourias und Guisco schlossen sich jedenfalls ihrer Pariser Widerstandsgruppe wieder an und nahmen an verschiedenen Sprengstoffanschlägen, u. a. auf die deutsche Buchhandlung Rive Gauche und am Attentat auf Leutnant Rahl teil. Der Gruppe tötete dabei zwei deutsche Soldaten. Sie wurde Anfang Januar von der französischen Polizei identifiziert, Bourdourias am 5. Januar verhaftet und gefoltert. Der Prozess gegen 27 verhaftete Mitglieder der Bataillons de la Jeunesse und der Organisation spéciale (OS), deutscherseits Brustlein-Kreise genannt, fand nach Folterungen durch die Geheime Feldpolizei vor einem Kriegsgericht im Maison de la Chimie vom 7. bis 14. April 1942 statt. Er endete mit 23 Todesurteilen, die am 17. April 1942 auf dem Fort Mont Valérien vollzogen wurden, unter ihnen an Guisco und Bourdourias. Die beiden weiblichen Angeklagten Marie-Thérèse Lefebvre und Simone Schloss erhielten Haftstrafen und wurden nach Deutschland deportiert, Simone Schloss als Jüdin am 2. Juli 1942 im Kölner Gefängnis enthauptet. Der jüngste Angeklagte, André Kirschen (15), wurde zu 10 Jahren Gefängnis verurteilt, nach Deutschland deportiert und am 10. April 1945 befreit. Die Härte der deutschen und französischen Justiz zeigt sich in seiner Familie: Bruder Bernard (1921–1942) und Vater André des jüdischen Jungen wurden am 11. August 1942 auf dem Mont Valérien hingerichtet, die Mutter im September 1942 nach Auschwitz deportiert, wo sie ums Leben kam.
Als allgemeine Reaktion auf die Anschlagsserie von November und Dezember 1941 hatte der Militärbefehlshaber am 6. Dezember gegenüber dem Oberkommando des Heeres die „Erschießung von 100 Geiseln, eine Geldbuße von 1 Milliarde Francs für die Juden von Paris“ sowie „die Internierung von 1000 Juden und 500 Jungkommunisten zum Zwecke ihrer Deportation nach dem Osten“ angekündigt. Die zustimmende Führerentscheidung traf am 12. Dezember ein. Am 15. Dezember 1941 wurden schließlich 95 Kommunisten, Juden und Anarchisten an verschiedenen Orten Frankreichs hingerichtet.

### Gilbert Brustlein nach dem Attentat
Nach der Verhaftung Hanlets, Zalnikows und Milans traf Brustlein am 31. Oktober den spanischen Kommunisten Conrado Miret-Muste (1906–1942) vom Main d’Œuvre Immigrée (MOI) der OS. Dieser brachte ihn zunächst provisorisch zu einem Restaurant (la Mère My), einem Treffpunkt kommunistischer Widerstandskreise. Dann überzeugte Miret-Muste den Colonel Jules Dumont (1888–1943), Mitbegründer der OS und ehemaliger Kommandeur des Bataillon Commune de Paris im Spanischen Bürgerkrieg, dass Brustlein im Sprengstofflabor der OS unterkommen könne, das von France Bloch-Sérazin (1913–1943) betrieben wurde. Mitte November erkannte ein Polizeiagent Brustlein im la Mère My, der dort zusammen mit dem Wächter des Labors, Louis Coulibeuf (1901–1942) zu Mittag aß, woraufhin das Restaurant und die Umgebung überwacht wurden. Am 25. November 1941 entdeckten die Brigades Spécials (antikommunistische Polizeieinheit) unter Leitung des Polizeioffiziers Fernand David (1908–1945) das nahebei gelegene Labor in der Avenue Debidour.
In der Folge kam es zu 30 Festnahmen; 16 Beschuldigte wurden am 9. September 1942 vom Feldkriegsgericht des Kommandanten von Groß Paris im Hotel „Continental“ (Place Vendôme) zum Tode verurteilt, unter ihnen Coulibeuf und France Bloch-Sérazin. Letztere starb im Hof des Hamburger Untersuchungsgefängnisses unter dem Fallbeil. Fünf Tage vor der Entdeckung des Labors aber, am 20. November und einen Tag, nachdem Brustleins Foto in den Zeitungen erschienen war, hatte offenbar Pierre Georges-Fabien Brustlein getroffen und zur Flucht aus Frankreich geraten. Brustlein floh über das unbesetzte Frankreich nach Spanien, wurde unter falschem Namen im francistischen Konzentrationslager Miranda festgesetzt, entkam dort und erreichte über Gibraltar schließlich England, wo er den Forces françaises libres beitrat.

### Suzanne Momon
Gilbert Brustleins Mutter, Suzanne Momon (1896–1943), hatte ihre Söhne Gilbert und André alleine großgezogen. Der Vater, Gustave Brustlein, entstammte einer protestantischen Familie aus dem elsässischen Mulhouse. Als Soldat schwer an Tuberkulose erkrankt, starb er 1920 vor der Hochzeit. Gilbert, zu diesem Zeitpunkt acht Monate alt, und sein Bruder galten deshalb nicht als Kriegswaisen; sie und ihre Mutter erhielten keine Pension. Suzanne Momon arbeitete als Näherin; die Wohnung war in der Rue Montreuil im Faubourg Saint-Antoine. Am 30. Oktober oder 1. November, vermutlich auf die Aussage Roger Hanlets hin, wurde Suzanne verhaftet und in das Pariser Santé-Gefängnis verbracht, ebenso wie die Eltern von Zalkinov und Peltier sowie die Mutter von Milan. Im März 1942 wurden Suzanne, Rachel Zalnikow und deren zwei Töchter in die Gefängnisse von La Roquette überstellt. Am 7. August 1942 verbrachte man sie in das Internierungslager Fort de Romainville. Von hier wurden sie mit insgesamt 230 Frauen aus der Widerstandsbewegung am 22. Januar 1943 in das Konzentrationslager Royallieu transportiert, und am Folgetag mit 1.220 anderen Gefangenen in Waggons verladen und über Halle nach Auschwitz deportiert. Der Convoi der 31000 (Transportzug der 31.000er Nummern) war der einzige Transport von Widerstandskämpferinnen nach Auschwitz. Spätere Transporte weiblicher Gefangener gingen in das KZ Ravensbrück. Von den 230 Frauen überlebten nur 49 die Deportation. Suzanne Momon mit der Auschwitznummer 31686 starb im Februar oder März 1943.

## Geiselerschießungen vom 22. Oktober 1941

### 27 Geiseln von Chateaubriant
Nach der Befreiung fand man in der (deutschen) Kommandantur von Châteaubriant ein Schreiben des Unterpräfekten Bernard Lecornu (1906–1993) an die deutschen Autoritäten, das eine Liste von 60 Namen begleitete. Das Schreiben lässt den Schluss zu, dass Lecornu und der damalige französische Innenminister Pierre Pucheu besonders auf eine Auswahl kommunistischer Geiseln hingewirkt hatten. Diese befanden sich seit Mai 1941 im Camp de Choisel, einem Barackenlager bei Chateaubriant, etwa 20 Kilometer nördlich von Nantes. Es wurden 27 Geiseln ausgewählt, darunter 17 aus der Liste Pucheus, 10 weitere fügten die deutschen Militärs hinzu, unter ihnen den erst 17 Jahre alten Guy Môquet (1924–1941). Das prominenteste Opfer war Charles Michels (1903–1941), ein ehemaliger Abgeordneter der Nationalversammlung für das 15. Pariser Arrondissement. Den Abschiedsbriefen, von denen Ernst Jünger eine Auswahl seiner Dokumentation als Anhang beigefügt hat, ist zu entnehmen, dass die Geiseln kurz nach dem Mittagessen aus den Baracken geholt und in der leerstehenden Baracke 6 versammelt wurden. Dort hat man ihnen ihr Schicksal mitgeteilt. Von 13.30 an schrieben sie ihre Abschiedsbriefe. Lecornu war anwesend „um uns Lebewohl zu sagen und sein Bedauern auszudrücken“. Die Geiseln wurden mit drei deutschen Militärlastwagen zu einer nahegelegenen Sandgrube (heute: Carrière des Fusillés) gefahren und dort zwischen 15.50 und 16.10 in drei Gruppen erschossen. Die schrecklichen Umstände sind detailliert in einem Gemeinschaftswerk von Bürgern Chateaubriants beschrieben.

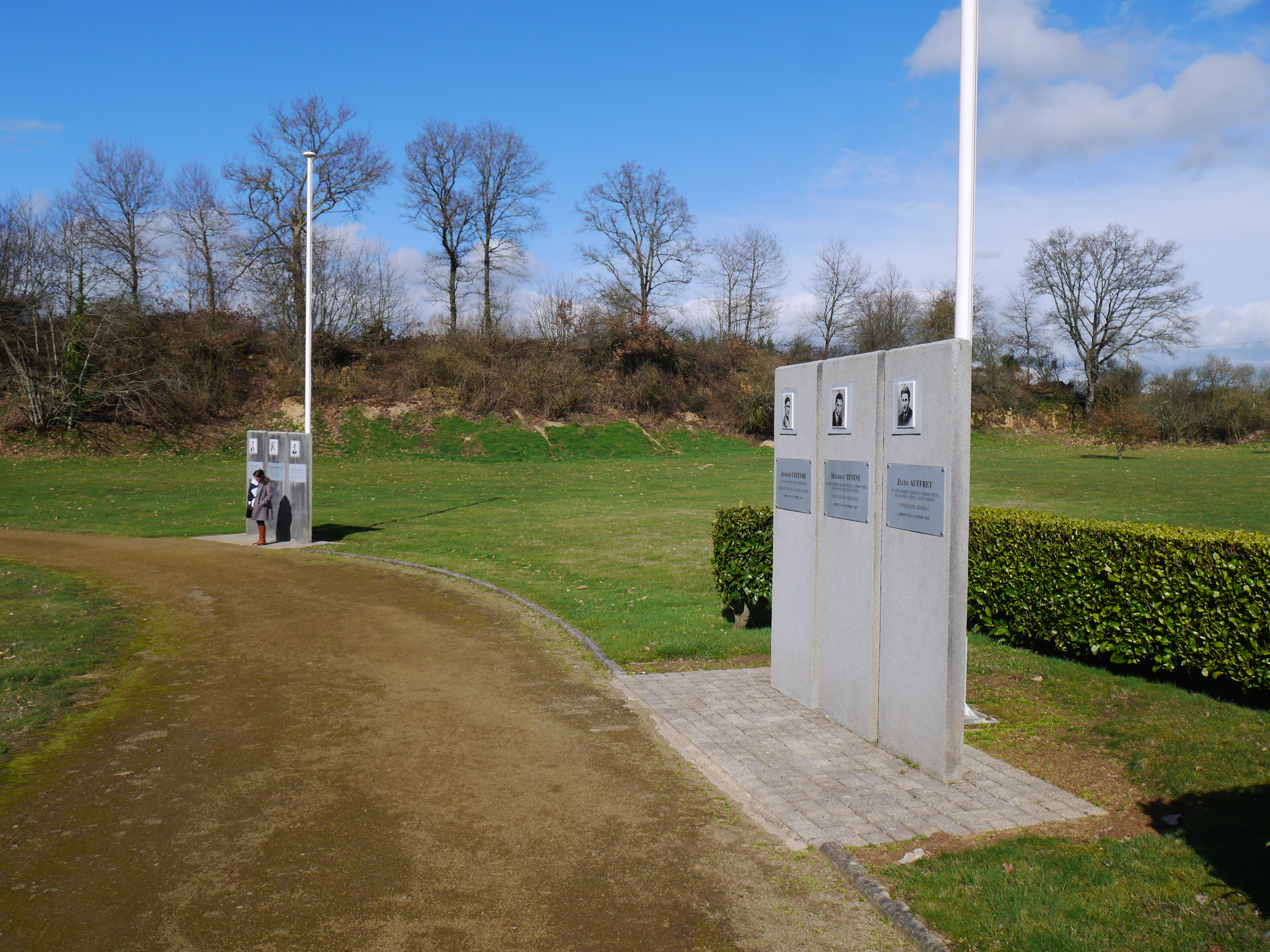
Erinnerungsstelen in der Sandgrube Carrière des Fusillés bei Chateaubriant

### 16 Geiseln von Nantes
Die 16 Geiseln von Nantes, festgesetzt unter deutscher Verwaltung im Nanteser Zentralgefängnis Lafayette sowie im Militärgefängnis Rochette, starben auf dem Schießplatz Bêle an der nördlichen Stadtgrenze von Nantes in vier Gruppen. Unter ihnen waren fünf Veteranen des I. Weltkrieges, darunter der beinamputierte Industrielle Jost Léon (1884–1941), Präsident der Associations d’anciens combattants et victimes de la guerre de la Loire-Inférieure und Kommandeur der Ehrenlegion, sowie Alexandre Fourny (1898–1941), Anwalt und Stellvertretender Bürgermeister von Nantes, schwerkriegsbeschädigt und wegen besonderer Tapferkeit 1918 mit dem Orden Chevalier der Ehrenlegion ausgezeichnet. Vier Geiseln waren junge Widerständler, die zu einer Haftstrafe verurteilt waren, welche durch die Untersuchungshaft abgebüßt war. Nach dem Willen von Karl Hotz hätten sie entlassen werden sollen, wurden aber durch die Gestapo weiter festgehalten. Der Jüngste unter ihnen, André Le Moal (1923–1941), war noch keine achtzehn Jahre alt. Unter den übrigen Geiseln waren Kommunisten und Männer, die gewalttätig gegen deutsche Soldaten gewesen waren.

### 5 Geiseln von Paris
Unter den fünf Geiseln, die im Fort Romainville einsaßen, waren drei Widerstandskämpfer und zwei Bürger aus Nantes. Die Geiseln erhielten um 14.30 das Urteil und wurden um 15.30 auf dem Fort Mont Valérien erschossen. Pfarrer Franz Stock hatte ihnen kirchlichen Beistand geleistet.

## Französische Reaktionen
Am 25. Oktober 1941, nachdem am Tag zuvor in Bordeaux weitere 50 Geiseln erschossen worden waren, wandte sich General de Gaulle über BBC-Radio an die Franzosen: En fusillant nos martyrs, l’ennemi a cru qu’il allait faire peur à la France! La France va lui montrer qu’elle n’a pas peur de lui… („Indem der Feind unsere Märtyrer erschießt glaubt er, Furcht über Frankreich zu bringen! Frankreich wird ihm zeigen, dass es keine Furcht vor ihm kennt…“), und rief zu einem symbolischen Generalstreik von fünf Minuten auf. Mit Dekret vom 11. November 1941 verlieh er der Stadt Nantes den Ehrentitel Compagnon de la Libération.
Marschall Pétain (1856–1951) „beauftragte“, so Ernst Jünger, „den Minister Pucheu und den Staatssekretär“ Benoist-Méchin (1901–1983) „zur Abgabe einer Erklärung beim Militärbefehlshaber, in der er um einen Gnadenakt des Führers bat.“ Pucheu und Benoist-Méchin suchten daraufhin am Abend des 24. Oktober den Militärbefehlshaber Stülpnagel auf, der mit Unterstützung des deutschen Botschafters in Paris, Otto Abetz, (1903–1958) schließlich bei Hitler einen Aufschub vor der Erschießung weiterer 100 Geiseln erreichte.

## Nach 1945

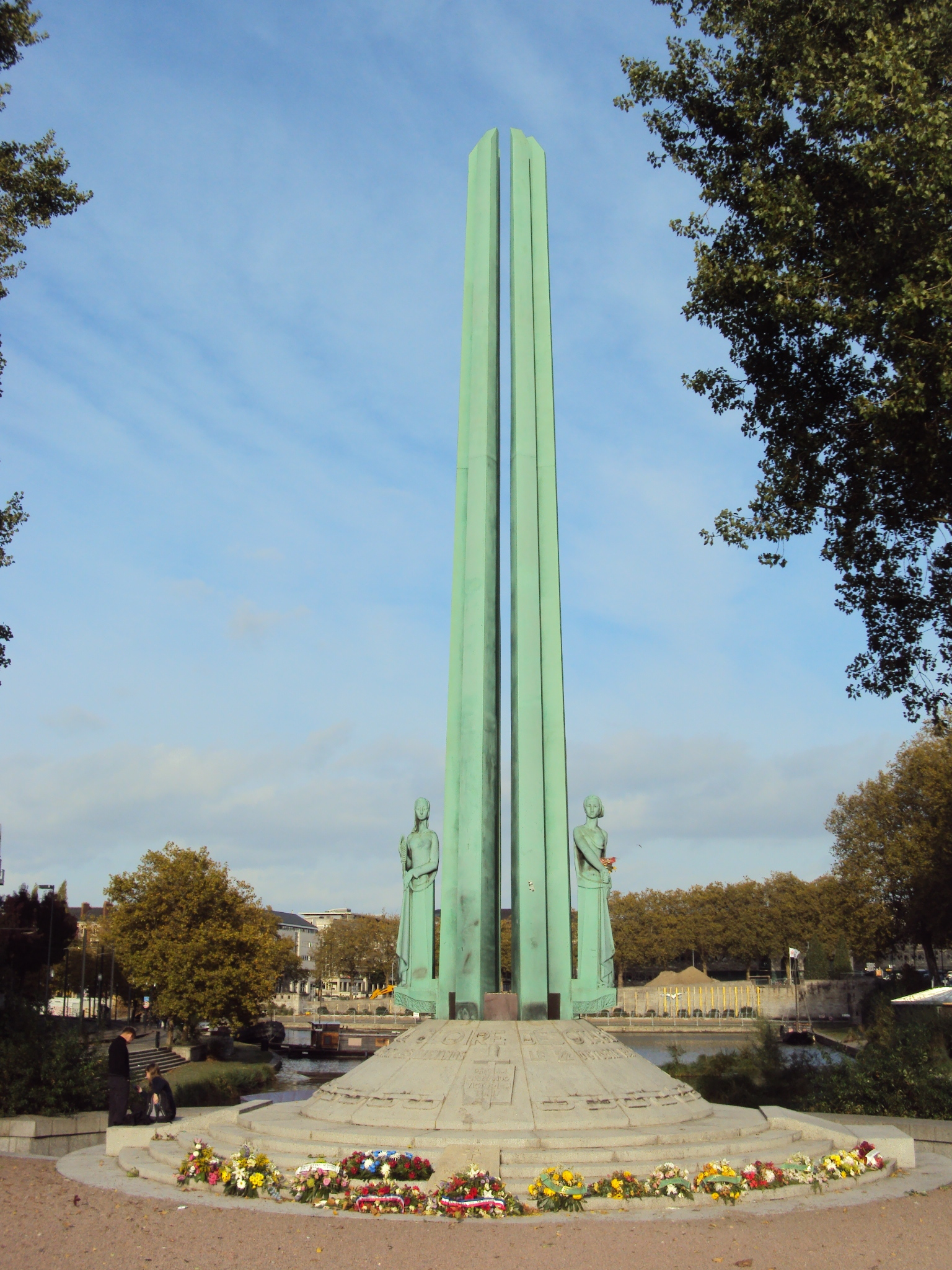
Das von Jean Mazuet gestaltete Monument aux Cinquante Otages steht am nördlichen Ende des 800 Meter langen und 70 Meter breiten Cours des 50-Otages. Eine weibliche Figur symbolisiert mit einer Ähre die Wiedergeburt Frankreichs, eine Männliche mit Schwert die Résistance.

Gilbert Brustlein arbeitete nach dem Krieg als Buchhalter. Im August 1950 bekannte er sich in einem Artikel von l’Humanité als Attentäter von Nantes. 1952 gab er sein Parteibuch zurück. 1989 erschien sein Buch Le Chant d’amour d’un terroriste à la retraite.
Im Norden des Cours des cinquante Otages wurde im Jahre 1952 ein 13,5 Meter hohes Denkmal zur Erinnerung an die 50 (48) Geiseln erinnert. Jedes Jahr am 22. Oktober findet dort ein Zeremonie statt.

## Film und Medien
Volker Schlöndorffs TV-Film „Das Meer am Morgen“ (in Frankreich: La Mer à l’aube) vom Jahre 2011 beschreibt die Geschehnisse fokussierend auf Ernst Jünger und die Geiseln von Chateaubriant. Der Film wurde im März 2012 auf Arte veröffentlicht.
Eine Briefmarke der DDR war den Geiseln von Chateaubriant gewidmet. 
Das Musée des Ducs de Bretagne - Musée d’Histoire de Nantes besitzt ein auf YouTube veröffentlichtes Interview mit Gilbert Brustlein aus dem Jahre 2002, realisiert von Marc Grangien und Schülern des Lycée de Montaigu. Ich habe es nie bereut, es war Krieg.